# La Motte-en-Bauges
Pour les articles homonymes, voir La Motte.
La Motte-en-Bauges est une commune française située dans le département de la Savoie, en région Auvergne-Rhône-Alpes.

## Géographie

### Situation et description
La commune de La Motte-en-Bauges est située dans les Alpes, plus précisément le massif des Bauges, dans le département de la Savoie.
À mi-chemin entre Chambéry, Aix-les-Bains et Annecy (Haute-Savoie), la commune s'étend sur un territoire de 9,96 km2 compris entre 598 à 1 474 mètres d'altitude et est longée par le Chéran, principale rivière du massif, sur sa limite ouest la séparant du Châtelard et de Lescheraines.
Elle fait en outre partie du parc naturel régional du massif des Bauges.

### Climat
Pour des articles plus généraux, voir Climat d'Auvergne-Rhône-Alpes et Climat de la Savoie.
En 2010, le climat de la commune est de type climat de montagne, selon une étude du Centre national de la recherche scientifique s'appuyant sur une série de données couvrant la période 1971-2000. En 2020, Météo-France publie une typologie des climats de la France métropolitaine dans laquelle la commune est exposée à un climat de montagne ou de marges de montagne et est dans la région climatique Alpes du nord, caractérisée par une pluviométrie annuelle de 1 200 à 1 500 mm, irrégulièrement répartie en été.
Pour la période 1971-2000, la température annuelle moyenne est de 8,9 °C, avec une amplitude thermique annuelle de 17,2 °C. Le cumul annuel moyen de précipitations est de 1 553 mm, avec 10,2 jours de précipitations en janvier et 9,2 jours en juillet. Pour la période 1991-2020, la température moyenne annuelle observée sur la station météorologique de Météo-France la plus proche, « Lescheraines », sur la commune de Lescheraines à 2 km à vol d'oiseau, est de 9,3 °C et le cumul annuel moyen de précipitations est de 1 363,4 mm,. Pour l'avenir, les paramètres climatiques de la commune estimés pour 2050 selon différents scénarios d'émission de gaz à effet de serre sont consultables sur un site dédié publié par Météo-France en novembre 2022.

### Hydrographie
Le "Nant d'Enfer" est un cours d'eau qui prend sa source au-dessus du château pour se jeter dans le Chéran. D'autres rivières sillonnent la commune: le " Ruisseau de la Montagne", le "Nant d'Orange" et le "Nant de Bellecombe".

### Voies de communication et transports

#### Transports
Les transports scolaires sont gérés par le Grand Chambéry. Les bus amènent les enfants à l'école du Châtelard. Ces derniers, sont également accessibles aux autres usagers en fonction des places disponibles.

## Urbanisme

### Typologie
Au 1er janvier 2024, La Motte-en-Bauges est catégorisée commune rurale à habitat dispersé, selon la nouvelle grille communale de densité à sept niveaux définie par l'Insee en 2022.
Elle est située hors unité urbaine. Par ailleurs la commune fait partie de l'aire d'attraction d'Annecy, dont elle est une commune de la couronne,. Cette aire, qui regroupe 79 communes, est catégorisée dans les aires de 200 000 à moins de 700 000 habitants,.

### Occupation des sols
L'occupation des sols de la commune, telle qu'elle ressort de la base de données européenne d’occupation biophysique des sols Corine Land Cover (CLC), est marquée par l'importance des territoires agricoles (53,3 % en 2018), une proportion identique à celle de 1990 (53,3 %). La répartition détaillée en 2018 est la suivante : 
prairies (49,2 %), forêts (42,2 %), zones agricoles hétérogènes (4,1 %), zones urbanisées (3 %), espaces verts artificialisés, non agricoles (1,5 %).
L'IGN met par ailleurs à disposition un outil en ligne permettant de comparer l’évolution dans le temps de l’occupation des sols de la commune (ou de territoires à des échelles différentes). Plusieurs époques sont accessibles sous forme de cartes ou photos aériennes : la carte de Cassini (XVIIIe siècle), la carte d'état-major (1820-1866) et la période actuelle (1950 à aujourd'hui).

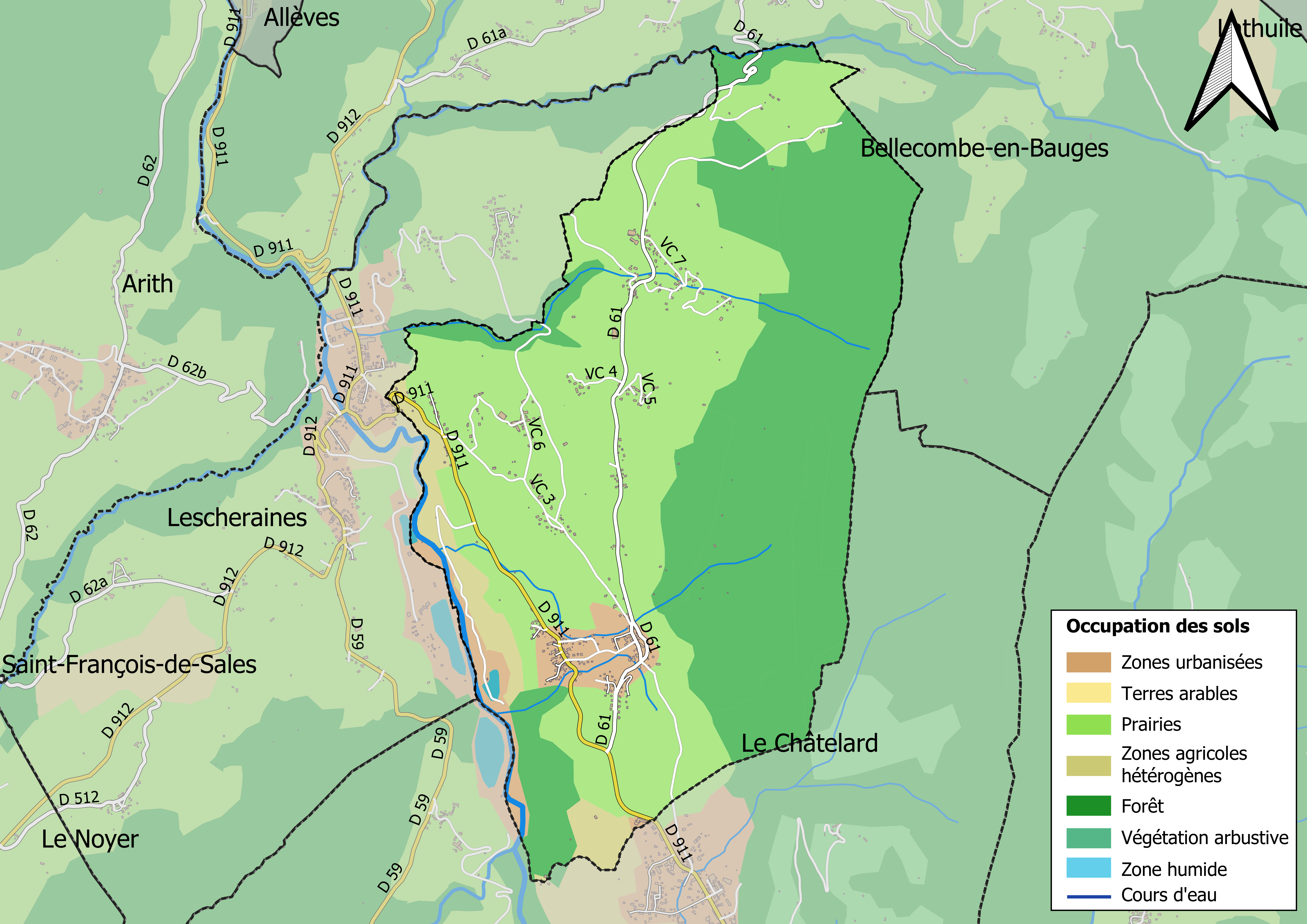
Carte des infrastructures et de l'occupation des sols en 2018 (CLC) de la commune.
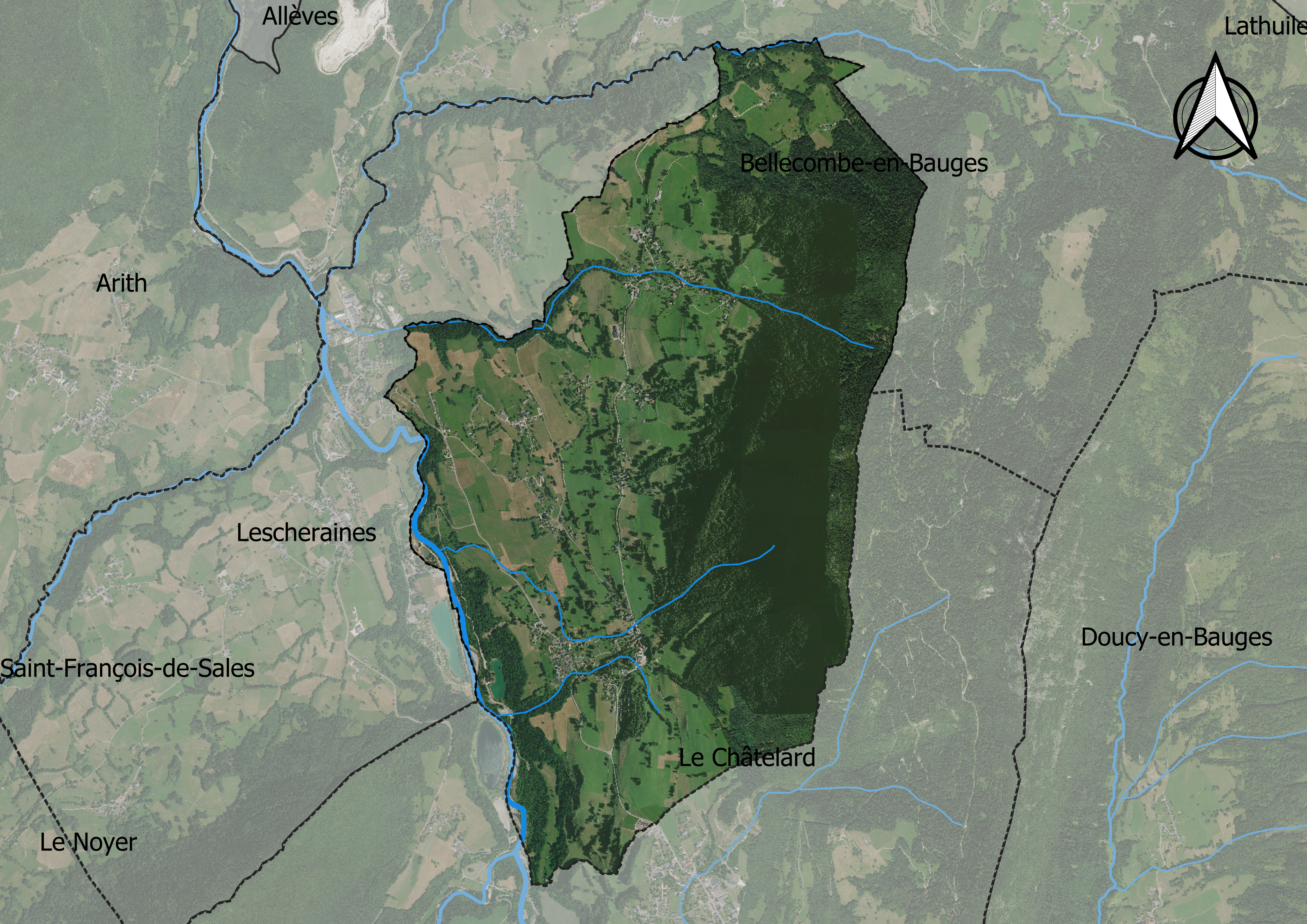
Carte orthophotogrammétrique de la commune.

## Toponymie
La Motte-en-Bauges est un associe l'ancien nom de la commune, « La Motte », au syntagme « -les-Bauges », en lien avec le massif des Bauges. Le nom de La Motte désigne une « tertre fortifié », il peut avoir ensuite évolué en un « lieu de campagne, terre labourée ».
Le nom du village va évoluer au fil des siècles : Mota (v. 1344), Mote, Motte, Lamotte (1793), La Mote (1801), La Mothe pour enfin devenir "La Motte-en-Bauges" au cours du XXe siècle.
En francoprovençal, le nom de la commune s'écrit La Môta, selon la graphie de Conflans.

## Histoire
Le chef-lieu de la commune est installé sur un promontoire molassique, au nord de la colline du Mollard où se situe l'église. Il s'agit de l'un des lieux d'habitat les plus anciens des Bauges. Un site gallo-romain (bâtiments et nécropole) a été découvert au XIXe siècle, puis une villa en 1987.

### Moyen Âge
Au Moyen Âge existaient deux résidences d'importance : la maison forte de la Frénière (antérieure au XVe siècle) et le château de Cerise, près de l'église.
Le lieu est dénommé ad Motam en 1090, puis subtus Motam en 1657, Parrochia Mote en 1432 avant de se fixer au XXe siècle sous sa forme actuelle.
Au XVIe siècle, 485 habitants sont dénombrés, puis 936 en 1848. Depuis, la population a fortement diminué, bien que remontant de 211 à 431 habitants entre 1982 et 2009.
Le territoire communal de près de 1 000 ha s’étage depuis « l’île » du Chéran à 615 m, jusqu’au sommet boisé du Mont-Chabert, à 1 475 m.
Le village comptait neuf hameaux de part et d'autre du chef-lieu.

### Époque contemporaine
Un évènement marquant de la fin du siècle sont les inondations du 14 janvier 1899 causées par des pluies diluviennes.
A la fin du XIXe siècle, le Chef-lieu est transformé, une école est construite en 1891-1892 et l'église dédiée à saint Victor est reconstruite (1862-1872). Le château de Cerise, une ancienne demeure seigneuriale, est acheté et restauré par Jacques Chauland du Rocher. La maison de la dîme se situe du côté sud de l'église. Les paysans devaient, jusqu'à l'invasion du duché de Savoie, par les troupes révolutionnaires françaises, y verser une taxe. Ils remplissaient une pierre ronde creusée de céréales. La quantité variait en fonction des récoltes de l'année. À cette époque, presque tous les habitants de la commune vivent de l'agriculture (élevage et polyculture traditionnels). Ce sont principalement le travail dans les champs, des grands champs de pommes de terre notamment, et le soin des vaches qui occupent leurs journées. Les paysans vont se mettre à construire des fruitières communes afin de fabriquer le fromage.

## Politique et administration

### Liste des maires
| Période                                  | Période                      | Identité           | Étiquette | Qualité |
| ---------------------------------------- | ---------------------------- | ------------------ | --------- | ------- |
| mars 2014                                | En cours (au 4 octobre 2023) | Damien Regairaz    | ...       | ...     |
| mars 1989                                | mars 2014                    | Marisie Moine      | DVG       | ...     |
| 1977                                     | 1989                         | Lucien Neyret      |           |         |
| 1965                                     | 1977                         | Albert Pavy        |           |         |
| 1959                                     | 1965                         | Marcel Binvignat   |           |         |
| 1939                                     | 1959                         | Joanny Mazin       |           |         |
| 1934                                     | 1939                         | M.Lehne            |           |         |
| 1929                                     | 1934                         | Joseph Crouau      |           |         |
| 1920                                     | 1929                         | François Dalphin   |           |         |
| 1900                                     | 1919                         | Jean-Marie Gallice |           |         |
| 1889                                     | 1900                         | Pierre Chappuis    |           |         |
| Les données manquantes sont à compléter. |                              |                    |           |         |

## Population et société

### Démographie
L'évolution du nombre d'habitants est connue à travers les recensements de la population effectués dans la commune depuis 1793. Pour les communes de moins de 10 000 habitants, une enquête de recensement portant sur toute la population est réalisée tous les cinq ans, les populations de référence des années intermédiaires étant quant à elles estimées par interpolation ou extrapolation. Pour la commune, le premier recensement exhaustif entrant dans le cadre du nouveau dispositif a été réalisé en 2004.

En 2022, la commune comptait 514 habitants, en évolution de +3,84 % par rapport à 2016 (Savoie : +3,63 %, France hors Mayotte : +2,11 %).
| 1793 | 1800 | 1806 | 1822 | 1838 | 1848 | 1858 | 1861 | 1866 |
| ---- | ---- | ---- | ---- | ---- | ---- | ---- | ---- | ---- |
| 647  | 627  | 666  | 831  | 892  | 936  | 744  | 755  | 678  |

| 1872 | 1876 | 1881 | 1886 | 1891 | 1896 | 1901 | 1906 | 1911 |
| ---- | ---- | ---- | ---- | ---- | ---- | ---- | ---- | ---- |
| 633  | 660  | 607  | 599  | 553  | 525  | 501  | 502  | 505  |

| 1921 | 1926 | 1931 | 1936 | 1946 | 1954 | 1962 | 1968 | 1975 |
| ---- | ---- | ---- | ---- | ---- | ---- | ---- | ---- | ---- |
| 426  | 418  | 410  | 374  | 333  | 297  | 264  | 238  | 218  |

| 1982 | 1990 | 1999 | 2004 | 2006 | 2009 | 2014 | 2019 | 2022 |
| ---- | ---- | ---- | ---- | ---- | ---- | ---- | ---- | ---- |
| 211  | 287  | 310  | 399  | 422  | 431  | 475  | 505  | 514  |

### Enseignement
La commune de La Motte-en-Bauges est située dans l'académie de Grenoble.  L'école maternelle de la Motte-en-Bauges se trouve sur la commune du Châtelard, dans le cadre du Regroupement Pédagogique entre les deux communes. L'école primaire, quant à elle, est gérée par la commune du Châtelard.
Les TAP (temps d'activités périscolaires) sont un temps de sieste ou de garderie après le repas du midi et en fin d'après-midi. Les coûts sont pris en charge par la commune de la Motte-en-Bauges et des goûters sont organisés.

### Sports
Le milieu naturel de la commune est propice aux balades à pied, notamment autour du plan d'eau de la Motte-en-Bauges.

## Économie
L'économie de la Motte-en-Bauges se concentre sur certaines activités . Dans le domaine de l'agriculture, de nombreux GAEC proposent des ventes à la ferme. Le tourisme est également facteur du dynamisme économique: location d'ânes, gîtes, bar-restaurant. Il y a aussi des entreprises individuelles dans le domaine de l'artisanat par exemple.

### Revenus de la population et fiscalité
En 2012, le revenu médian de la population de la Motte-en-Bauges était de 19 296 euros par an. En 2011, ce dernier était de 17 826 euros.
L'impôt moyen prélevé sur le revenu des habitants est estimé, en 2016, à 753 euros. Au total, c'est 102 000 euros d'impôts locaux qui sont prélevés sur la commune.

### Emploi
En 2014, la part des habitants actifs étaient de 47,26 %, tandis que les chômeurs représentaient 6,5 % des Mottands (contre une moyenne française de 10,4 %).

## Culture locale et patrimoine

### Lieux et monuments

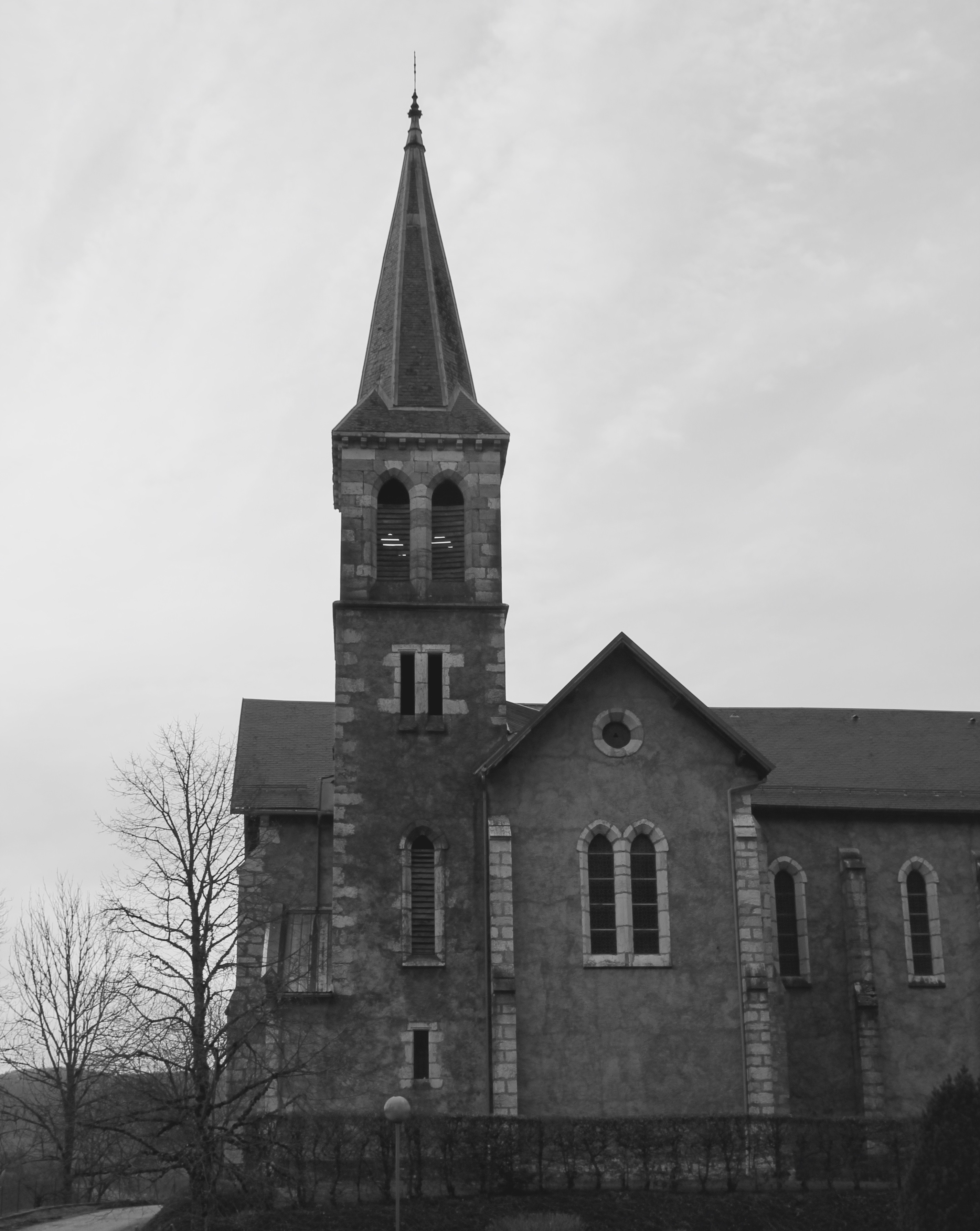
Façade de l'église Saint-Victor de La Motte-en-Bauges.

- Le chef-lieu est le hameau central du village. Il comprend l'église, l'école, ainsi que le château de Cerise[28].
- Le rocher est un village construit le long de la départementale. Il a été ravagé par un incendie le 23 juillet 1899. Un quartier, le quartier du Cordava, a été épargné par ce dernier grâce à l'action des villageois qui couvraient les toits de chaume de couvertures mouillées[28].
- Les hameaux sont multiples. Le nom de certains hameaux rappellent l'environnement naturel du village: la Frénière (les frênes), les Fresses, le Noiray (les noyers), les Blaches (marais)... D'autres tirent leur nom des familles qui y habitaient: les Brunods, les Frénods, les Dalphins[28]...
- Église placée sous le patronage de saint Victor. Le nouvel édifice, de style néogothique, est construit selon les plans de l'architecte Duverney, en 1862[29].

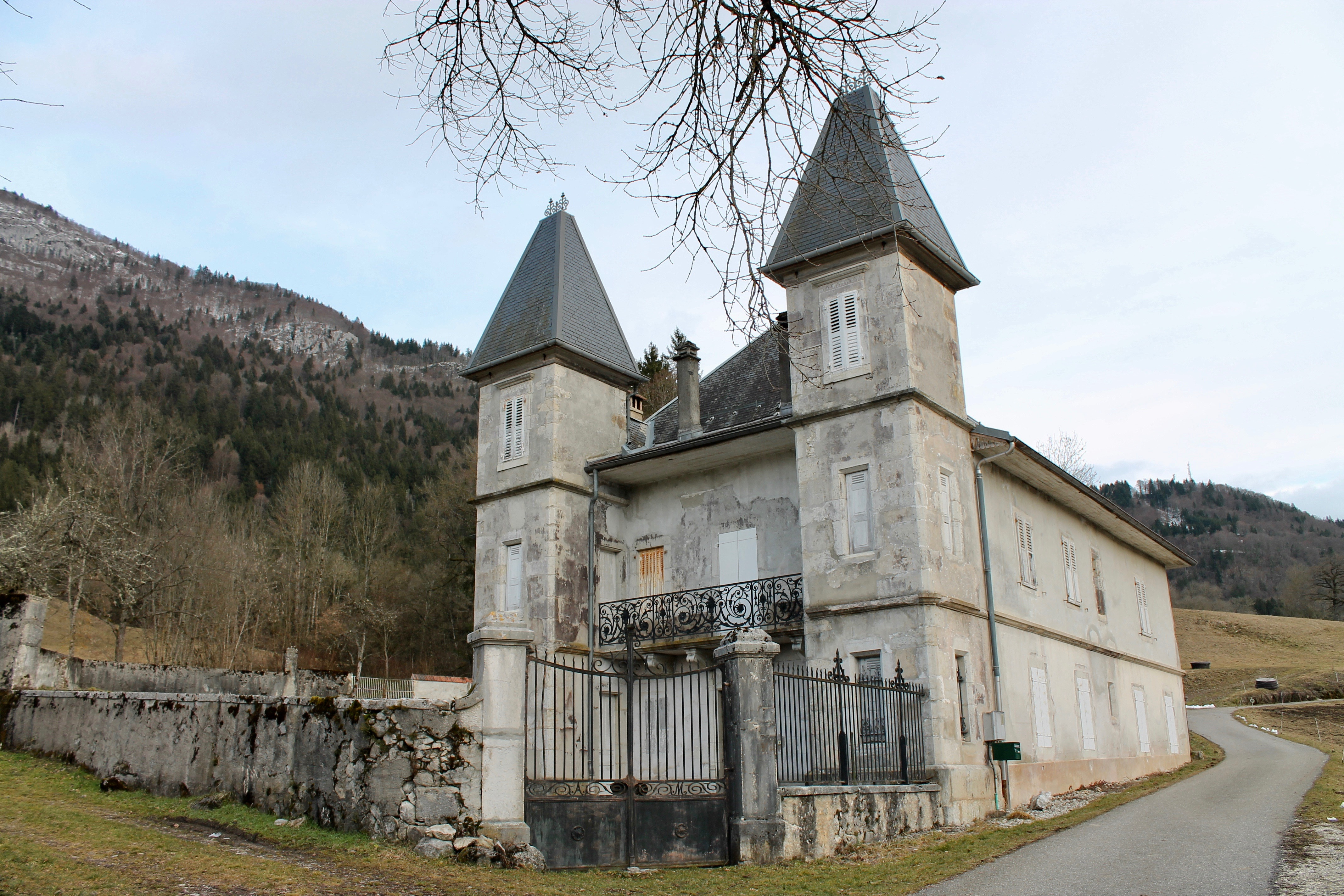
Manoir des Cerises.

- Manoir dit château des Cerises, restauré au XIXe siècle, construit sur l'ancien emplacement du château de la famille de Cerise[30],[31].

### Patrimoine culturel
La bibliothèque de la commune se trouve dans le bâtiment de la mairie. Elle est ouverte aux habitants de la commune mais également aux habitants des communes alentour. Les livres sont prêtés pour deux semaines et l'inscription est gratuite. Au niveau de la collection, la bibliothèque de la Motte-en-Bauges possède environ 1 400 livres auquel on peut ajouter les livres de la bibliothèque départementale de Savoie. Des livres sont à destination des adultes tandis que d'autres sont destinés aux enfants.

### Personnalités liées à la commune
- André Gallice, écrivain. Paysan en activité, il va remporter le prix Meynot pour son engagement au service des structures agricoles du massif des Bauges. Il publie en 1990, Le loup n'a jamais mangé l'hiver, premier ouvrage d'une série de six qui retracent les anecdotes de la Motte-en-Bauges de manière poétique[17].